# 후루타 아쓰요시
후루타 아쓰요시(일본어: 古田 篤良, 1952년 10월 27일 ~ )는 일본의 전 축구 선수이다.

## 국가대표팀 경력
그는 1971년 8월 13일 아이슬란드과의 경기에서 일본 국가대표팀에 데뷔했다. 1974년과 1978년 아시안 게임에도 출전했다. 그는 1978년까지 국제 A매치 통산 32경기에 출전했다.

## 통계
| 일본 | 일본 | 일본 |
| 연도 | 출전 | 득점 |
| ---- | ---- | ---- |
| 1971 | 1    | 0    |
| 1972 | 4    | 0    |
| 1973 | 3    | 0    |
| 1974 | 5    | 0    |
| 1975 | 11   | 0    |
| 1976 | 2    | 0    |
| 1977 | 0    | 0    |
| 1978 | 6    | 0    |
| 통산 | 32   | 0    |